# Glasgow Warriors
Glasgow Warriors (Wojownicy) – jedna z dwóch drużyn zawodowych rugby union w Szkocji (druga to Edinburgh Rugby). Drużyna występuje w lidze United Rugby Championship. 

## Stadion
Drużyna rozgrywa swoje mecze na Scotstoun Stadium, w latach 2007-2012 zespół korzystał z Firhill Stadium, którego właścicielem jest  Partick Thistle Football Club.

## Największe sukcesy
- United Rugby Championship: dwukrotnie mistrzostwo (w sezonach 2014/2015 i 2023/2024[5]), dwukrotnie finał (w sezonie 2013/2014 i 2018/2019)
- European Rugby Challenge Cup: raz finał (w sezonie 2022/2023[6])